# 안드레아 콜파니
안드레아 콜파니 (Andrea Colpani, 1999년 5월 11일 ~ )는 이탈리아의 축구 선수이며, 몬차에서 미드필더 또는 라이트 윙어로 뛰고 있다.